# 11832 Pustylnik
11832 Pustylnik este un asteroid din centura principală de asteroizi.

## Descriere
11832 Pustylnik este un asteroid din centura principală de asteroizi. A fost descoperit pe 21 septembrie 1984 la Observatorul La Silla de Henri Debehogne. Asteroidul prezintă o orbită caracterizată de o semiaxă mare de 2,40 ua, o excentricitate de 0,21 și o înclinație de 3,3° în raport cu ecliptica.